# یانیک مارتینز
یانیک مارتینز (فرانسوی: Yannick Martinez‎؛ زادهٔ ۴ مهٔ ۱۹۸۸) دوچرخه‌سوار اهل فرانسه است.
از باشگاه‌هایی که در آن رکاب زده‌است می‌توان به آژ۲آر لا موندیال، دلکو–مارسی پوونس کی‌تی‌ام، تیم دوچرخه‌سواری دیرکت انرژی، و دلکو–مارسی پوونس کی‌تی‌ام اشاره کرد.